# ستيفن غريتيباست
ستيفن غريتيباست (بالنرويجية البوكمول: Sten Grytebust)‏ (25 أكتوبر 1989 بأوليسوند في النرويج - ) هو لاعب كرة قدم نرويجي في مركز حراسة المرمى. شارك مع منتخب النرويج تحت 17 سنة لكرة القدم ومنتخب النرويج تحت 18 سنة لكرة القدم ومنتخب النرويج تحت 19 سنة لكرة القدم ومنتخب النرويج تحت 21 سنة لكرة القدم ومنتخب النرويج لكرة القدم وNorway national under-23 association football team ‏. أما مع النوادي، فقد لعب مع نادي أودنسه ونادي أوليسوند.

## روابط خارجية
- ستيفن غريتيباست على موقع IMDb (الإنجليزية)
- ستيفن غريتيباست على موقع الاتحاد الدولي (مؤرشف)  (الإنجليزية)
- ستيفن غريتيباست على موقع الاتحاد الأوربي (الإنجليزية)
- ستيفن غريتيباست على موقع اتحاد النرويج (النرويجية)
- ستيفن غريتيباست على موقع قاعدة بيانات كرة القدم.إي يو (الإنجليزية)
- ستيفن غريتيباست على موقع ناشيونال فوتبول تيمز (الإنجليزية)
- ستيفن غريتيباست على موقع Soccerway.com (الإنجليزية)